# لری ثلاثی
لری ثلاثی (که گویش های زاگرس شمالی نیز نامیده میشوند.) یکی از زیر گویش های زبان لری از دسته گویش های زبان لری شمالی است. این گویش بیشتر در جنوب همدان شرق کرمانشاه و شمال لرستان و غرب استان مرکزی رایج است. اطلس زبان‌های ایران گویش‌هایی نظیر بروجردی، نهاوندی و غیره را در دسته‌ای به نام زاگرس شمالی یا لری ثلاثی قرار میدهد که شامل گویش های گروه الوند (مرگانه‌ای، وفرجینی، ورکانه‌ای و غیره) نیز میشود. عبدی و دانشنامه جهان اسلام گویش لری ثلاثی و لری فیلی را در شمار گویش های لری مینجایی (مرکزی) قرار می دهند و لری شمالی را تنها شامل لکی ثبت کرده اند.

## گویش ها و لهجه ها

### گویش لری نهاوندی
گویش لری نهاوندی از گویش‌های لری استان همدان است. فهرست لینگوییست، اتنولوگ و گلاتولوگ، گویش نهاوندی را گویشی از لری شمالی، و ایرانیکا منطقه نهاوند را یکی از مراکز مهم گویش‌وران لری شمالی می‌داند. اریک آنونبی گویش نهاوندی لری و در دسته ای به نام گویش‌های لرستانی قرار داده است. بنیاد کالچرال سروایول بیان می‌کند در نهاوند و تویسرکان به گویش لری شمالی گفت و گو می‌شود. شمس‌الله ویسی نهاوندی را گویشی فارسی لری می‌داند. زبان لُری خود از سه شاخهٔ زبانی تشکیل شده است: ۱- لُرستانی ۲- بختیاری ۳- لُری جنوبی در میان این سه شاخهٔ زبان لُری گویش بروجردی به شاخهٔ لُرستانی تعلق دارد. در بین گویشهای شاخهٔ لُرستانی، گویش بروجردی، نهاوندی، ملایری و تویسرکانی به یکدیگر بسیار نزدیک هستند و در برخی تقسیم بندیها آنها را زیرشاخه ای از لُرستانی، به نام ثلاثی قرار می‌دهند. گویش نهاوندی به نام گویش نهاوندی از زبان لری به دلیل کهنگی و دیرینگی در سال ۱۳۹۶ در لیست فهرست آثار ملی میراث فرهنگی ناملموس به ثبت ملی رسید. در کتاب واژه‌های اصیل نهاوندی نوشته شده است: گویش نهاوندی در شاخهٔ زبان لری قرار می‌گیرد و فهم معنی آن برای یک فارسی‌زبان امکان‌پذیر نیست.

#### لری کوهانی
مردم کوهانی به زبان لری شمالی صحبت می‌کنند. لری کوهانی یکی از لهجه‌های گویش لری نهاوندی می‌باشد.

### گویش لری تویسرکانی
گویش لری تویسرکانی از گویش‌های لری استان همدان است که بیشتر مردم شهر تویسرکان و سایر مناطق لر زبان شهرستان تویسرکان بدان تکلم می‌کنند. علی حصوری گویش شهر تویسرکان را در دسته زبان لری طبقه بندی میکند. استانداری استان مرکزی از این گویش را لری تویسرکانی همانند ملایری و نهاوندی و بروجردی و شازندی ذکر می‌کند. خبرگزاری تویسرکان گویش تویسرکانی را از گویش‌های زبان لری معرفی می‌کند. اسکندر امان‌الهی بهاروند زبان لری را به دو دسته باختری و خاوری تقسیم کرده و گویش مردم تویسرکان را در کنار گویش نهاوندی و گویش بروجردی و گویش ملایری در دسته گویش‌های باختری زبان لری قرار داده است. کرم علیرضایی نیز گویش مردمان ثلاث نظیر تویسرکان، نهاوند و ملایر را گویشی از زبان لری معرفی می‌کنند.

### گویش لری سیلاخوری
لری سیلاخوری از دسته گویش‌های زبان لری است. این گویش در روستا های شهرستان‌های بروجرد و دورود در شرق استان لرستان رایج می‌باشد لری سیلاخوری دارای دو لهجه سیلاخور پایین و سیلاخور بالا است. گویش های رایج در دشت سیلاخور به طور کلی شباهت‌هایی یا یکدیگر دارند و جزء گویش‌های زبان لری محسوب میشوند اگرچه گویش سیلاخوری اشاره به برخی از این گویش‌های دارد.

### گویش لری ملایری
منابع متعددی گویش‌ ملایری را لری میدانند. برخی منابع این گویش را فارسی و تلفیقی از گویش همدان و لری میدانند. در کتاب تاریخ ملایر از ابراهیم خدایی آمده است: «حوزه ملایر که زادگاه اصلی زندیه است به لرستان پیوستگی دارد و لهجه و تلفظ لری بیشتر در این حوزه حکم فرما است و تقریبا عموم مردم که از سکنه قدیمی و اصیل ملایر هستند از نژاد لر میباشند.» سکندر امان‌الهی بهاروند زبان مردم لر را به دو دسته باختری و خاوری تقسیم کرده و گویش ملایری را در کنار گویش نهاوندی و گویش بروجردی در دسته گویش‌های باختری زبان لری قرار داده است در شهر ملایر دو گویش کلی یافت میشود که هردو را به نام گویش ملایری یا لری ملایری میشناسند. گویشی که در محلات مرکزی و درمیان نسل جوان تکلم میشود، به شدت تحت تاثیر فارسی معیار قرار گرفته و وام واژگان فارسی و گویش همدانی در آن فراوان است. گویش دیگر که در نواحی حاشیه ای و در میان نسل قدیمی تر شهر رواج دارد که همان گویش لری رایج در نواحی شمالی لرستان است. همچنین برخی این گویش‌ها را در اصل لری دانسته که به مرور تحت تاثیر سایر گویش‌ها قرار گرفته و در نسل جدید در حال فراموشی است. در فیلم زیر خاکی در نقش ایران خانم,زبان ایشان در فیلم ملایری است.
اطلس زبان های ایران زبان ساکنین شهر ملایر را عمدتا لری و لکی و اقلیتی را فارسی معیار ظبط کرده است. بخشی از مردم این ناحیه به دلایلی چون عدم آموختن زبان مادری و ترجیح والدین به استفاده از زبان فارسی در خانه، به زبان فارسی معیار صحبت مینند. فارسی معیار ربطی به ملایر ندارد و زبان رسمی ایران است که در تمامی نقاط ایران روز به روز فراگیرتر می‌شود. از دیدگاه گارنیک آساتوریان، زبان فارسیِ معیار زبان هیچ‌یک از اقوام و خرده‌فرهنگ‌های ایرانی نیست. درواقع بخشی از مردم زبان یا گویش محلی خود را فراموش کرده‌اند و به زبان معیار سخن می‌گویند.
علیرضا گودرزی اهل ملایر که پژوهش مبسوطی درباره آن دیار به انجام رسانیده نیز در زمینه‌ی زبان، گویش و لهجه ملایری‌ها ذکر کرده است که به علّت وجود واژه‌های کمرنگ «کردی و لری» در آن، ملایر سرحد بیرنگ و کمرنگ منطقه لر محسوب می‌شود و مردم این شهر با ساکنان لرنشین شهرهای بروجرد، نهاوند و تویسرکان بدون مترجم و با کمی زحمت می‌توانند ارتباط برقرار کنند. در نتیجه گویش ملایری زیرشاخه‌ای از زبان لری است و بی‌دلیل نیست که عده‌ای گویش لری ملایری را نسبت به دیگر لهجه‌های لری نزدیک‌ترین لهجه به زبان فارسی معیار می‌دانند. وی در مجموع گویش‌ لرهای شهرستان ملایر را بصورت زیر نوشته است:
1. لری ملایری: زیرشاخه‌ای از زبان لری است که به گویش لری فیلی خرم‌آبادی بسیار نزدیک و کثرت واژه‌های لری فیلی ملایری می‌تواند تایید این نظر باشد از طرفی گویش ملایری به لری سیلاخوری در منطقه بروجرد هم نزدیک است. روستاهایی مانند آورزمان، آبدر، حسین آباد ناظم،حرم آباد، کرکان، نامیله، ازناو، گورآب و غیره که گویش‌شان همبند شهر ملایر است و تنها تفاوت آوایی واژه ها می‌تواند بیانگر هویت جغرافیایی آنها باشد، به گویش این مناطق می‌توان لری محلی یا روستایی گفت. البته از این نکته نباید غافل بود که در این بین مناطقی از جمله آبدر و آورزمان به علت همجواری با روستاهای لک‌زبان، تعدادی واژه‌های لکی را به مقدار نیازشان وام گرفته امّا لک‌زبان نیستند.‌
2. لری سیلاخوری: برخی روستاهای جنوب و جنوب غربی مانند کیکله، طایمه، مهدویه، ارگس، پاتپه و غیره نزدیک یا همبند به گویش لری سیلاخوری است که به لری بروجردی هم شهره است و قطب گویش سیلاخوری، بروجرد است.
3. لری زندی: برای این گویش هم‌اکنون مشخصاً روستایی را نمی‌توان نام برد؛ احتمالاً توسط اهالی قلعه‌پری و همچنین روستاهای خط ملایر – اراک مثل ‌زنگنه استفاده می‌شده که زمانی مقر ایل زند و کریم‌خان وکیل‌الرعایا بود. به ظن قوی گویش مردمان برخی روستاهای غرب معروف به چال‌شور، شورکات و بلوک‌شور به آن نزدیک است.

جواد جعفری درباره گویش ملایری که آن را به سه دسته زندی لری، ملایری و ترکی ملایری تقسیم و درخصوص دو گویش اوّل اینگونه می‌نویسد:
1. گویش زندی لری: این گویش که دارای بسیاری از ضرب‌المثل‌ها و ترانه‌های عامیانه لغات پهلوی است هم اکنون بین زندی‌های ملایر کم و بیش رایج است. گویش زندی در عصر کریمخان زند و قبل از آن در دوران نادرشاه افشار بعلت سکونت تیره‌ها و طایفه‌های مختلف زندی در شهرستان‌های مختلف ایران، از شیراز و اصفهان گرفته تا دره‌گز، تهران و مازندران و کرمان و بندرعباس، در اکثر نقاط راه یافته و آثار بارزی از آن در گویش‌های محلی آن مناطق بر جای مانده است.
2. گویش ملایری: این گویش احتمالاً مربوط به دهکده چوبین است که با گویش‌های زندیه لری و مردمی که از شهرستان‌های مختلف اطراف و دهکده ها به شهر آمده‌اند درآمیخته است. در این گویش که دهکده های جنوبی و غربی ملایر بدان تکلم می‌کنند بسیاری از لغات اوستایی – پهلوی بصورت‌های کهنه و غالباً در ریشه اصلی خود دیده می‌شود.

همچنین جعفری به غیر از ۳ گویش زندی لری، ملایری و ترکی ملایری، چند گویش دیگر را هم معرفی می‌کند که شامل گویش نهاوندی، خوانساری و گویشی که یهودی‌ها بدان تکلم می‌کنند و بغلط پنداشته می‌شود زبان عبری است امّا نوعی گویش لری می‌باشد. همچنین گویش ارامنه در شهر و دهستان‌های ملایر هرکدام به‌نوبه خود جالب توجه است.
| ملایری | معنی به فارسی |
| ------ | ------------- |
| پیا    | مرد           |
| کله    | ملخ           |
| گپ     | حرف           |
| مشت    | پر            |
| نزم    | مماس          |
| لوئینه | آسیابان       |
| تشنی   | گلو           |
| هنی    | هنوز          |
| دیم    | صورت          |
| چپش    | برغاله        |
| تگه    | بزسرگله       |
| کر     | بچه           |
| سیل کو | نگاه کن       |
| در قلا | در حیاط       |
| وا مه  | با من         |

#### لری آورزمانی
یکی از گویش‌های لری و از زیر گویش های لری ملایری در استان همدان که عمده مردم دهستان آورزمان بدان سخت می‌گویند. گویش آورزمان به دلیل شباهتی که با گویش‌های ملایری و نهاوندی دارد همانند آنها از گویش‌های لری شاخه لرستانی به‌شمار می‌آید.